# عملية سامودرا مايتري
عملية سامودرا مايتري هي جهود إغاثة أطلقتها الهند لمساعدة ضحايا زلزال وتسونامي سولاويزي في عام 2018 في إندونيسيا. بدأت العملية بعد الاتصال بين رئيس وزراء الهند ناريندرا مودي ورئيس إندونيسيا جوكو ويدودو في 1 أكتوبر 2018.

## خلفية
في 28 سبتمبر 2018 وقع زلزال ضحل في رقبة شبه جزيرة ميناهاسا في إندونيسيا، ويقع مركزه في دونغقالا ريجنسي وسط سولاويزي. يقع الزلزال على بعد 77 كم (48 ميل) من عاصمة المقاطعة بالو، وشعر بها مناطق بعيدة مثل ساماريندا في كاليمانتان الشرقية وأيضًا في تاواو ماليزيا. سبق هذا الحدث سلسلة من الهزات الأمامية، كان أكبرها هزة بقوة 6.1 درجة وقعت في وقت سابق من ذلك اليوم.
في أعقاب الزلزال الرئيسي تم إصدار تحذير من كارثة تسونامي في مضيق ماكاسار القريب، ولكن تم إيقافه بعد نصف ساعة. ضرب تسونامي محلي بالو، حيث كان يجتاح المنازل والمباني التي كانت على الشاطئ. أدت الآثار مجتمعة للزلزال وتسونامي إلى وفاة ما لا يقل عن 1.407 شخص وجرح 632 آخرين. وهذا يجعله أكثر الزلازل دموية من التي ضربت البلاد منذ زلزال يوجياكرتا عام 2006، فضلاً عن الزلزال الأكثر دموية في جميع أنحاء العالم في عام 2018. أكدت الوكالة الإندونيسية للأرصاد الجوية وعلم المناخ والجيوفيزياء أن موجة تسونامي قد تم إطلاقها بارتفاع يصل إلى 4 إلى 7 أمتار (13 إلى 23 قدمًا) كحد أقصى، لتصل إلى مستوطنات بالو ودونغغال وماموجو على طول طريقها.

## الطائرات والسفن
غادر زوج من طائرة النقل الجوية الهندية من طراز لوكهيد مارتن سي-130 جيه سوبر هركيوليز وبوينغ سي-17 غلوب ماستر 3 في صباح 3 أكتوبر 2018 مع أفراد الطاقم الطبي ومواد الإغاثة. أبلغت وزارة الشؤون الخارجية الهندية أن الطائرة سي-130 كانت تحمل فريقًا طبيًا إلى جانب الخيام والمعدات لإنشاء مستشفى ميداني، وأن الطائرة سي-17 كانت تحمل عناصر أساسية أخرى للإغاثة. كما أبلغوا عن تعبئة سفن البحرية الهندية للانضمام إلى عمليات الإغاثة، وقد وصلت إلى مقاطعة سولاويزي الوسطى في إندونيسيا في 6 أكتوبر 2018.